# Love at First Sight (альбом Дайон Уорвик)
Love at First Sight — девятнадцатый студийный альбом американской певицы Дайон Уорвик, выпущенный в 1977 году на лейбле Warner Bros. Records.

## Об альбоме
Продюсерами альбома стали Стив Барри и Майкл Омартиан. По звучанию лонгплей напоминал прежние работы артистки периода Scepter Records. К слову на альбоме есть баллада «Early Morning Strangers», автором которой стал Хэл Дэвид, с которым певица долго и плодотворно работала в те годы.
Так или иначе альбом стал провальным, ни он сам, ни синглы не попали в чарты, критики также сдержанно приняли пластинку. Это был последний альбом певицы с Warner Bros., следующий альбом она выпустит на лейбле Arista Records.

## Список композиций
| №  | Название                         | Автор(ы)                                  | Длительность |
| -- | -------------------------------- | ----------------------------------------- | ------------ |
| 1. | «Keepin’ My Head Above Water»    | Деннис Ламберт, Байан Поттер              | 3:20         |
| 2. | «Love in the Afternoon»          | Бен Вайсман, Иви Сендс, Ричард Джерминаро | 3:12         |
| 3. | «A Long Way to Go»               | Барри Манн, Синтия Вайль                  | 3:25         |
| 4. | «Do I Have to Cry»               | Джеймс Дэвид, Ленни Старк                 | 3:01         |
| 5. | «Don’t Ever Take Your Love Away» | Айзек Хейз, Ли Джонс                      | 5:40         |

| №  | Название                                  | Автор(ы)                                          | Длительность |
| -- | ----------------------------------------- | ------------------------------------------------- | ------------ |
| 1. | «One Thing on My Mind»                    | Иви Сендс, Ричард Джерминаро                      | 3:25         |
| 2. | «Early Morning Strangers»                 | Барри Манилоу, Хэл Дэвид                          | 3:48         |
| 3. | «Livin’ It Up Is Starting to Get Me Down» | Джош Рубинс, Питер Ларсон                         | 3:40         |
| 4. | «Since You Stayed Here»                   | Джош Рубинс, Питер Ларсон                         | 2:41         |
| 5. | «Do You Believe in Love at First Sight»   | Крис Ри, Фрэнк Макдональд, Джерри Шури, Рон Рокер | 3:06         |